# Quần đảo Baleares
Quần đảo Baleares (tiếng Catalunya: Illes Balears, phát âm [ˈiʎəz bələˈas]; tiếng Tây Ban Nha: Islas Baleares, phát âm [ˈizlaz βaleˈaɾes]) là một quần đảo của Tây Ban Nha trong biển Địa Trung Hải, gần bờ đông của bán đảo Iberia.
Bốn đảo lớn nhất là Majorca, Minorca, Ibiza và Formentera. Có nhiều đảo nhỏ hơn nằm gần các đảo lớn, gồm Cabrera, Dragonera và S'Espalmador. Chúng có khí hậu Địa Trung Hải, và cả bốn đảo lớn đều là những điểm du lịch nổi tiếng.
Quần đảo là một vùng hành chính và tỉnh của Tây Ban Nha, với Palma de Mallorca là thủ phủ. Hai ngôn ngữ chính thức tại đây là tiếng Catalunya và tiếng Tây Ban Nha. Dù hiện nay là một phần của Tây Ban Nha, trong suốt lịch sử quần đảo Baleares từng nằm dưới sự quản lý của một số quốc gia khác nhau.

## Ảnh

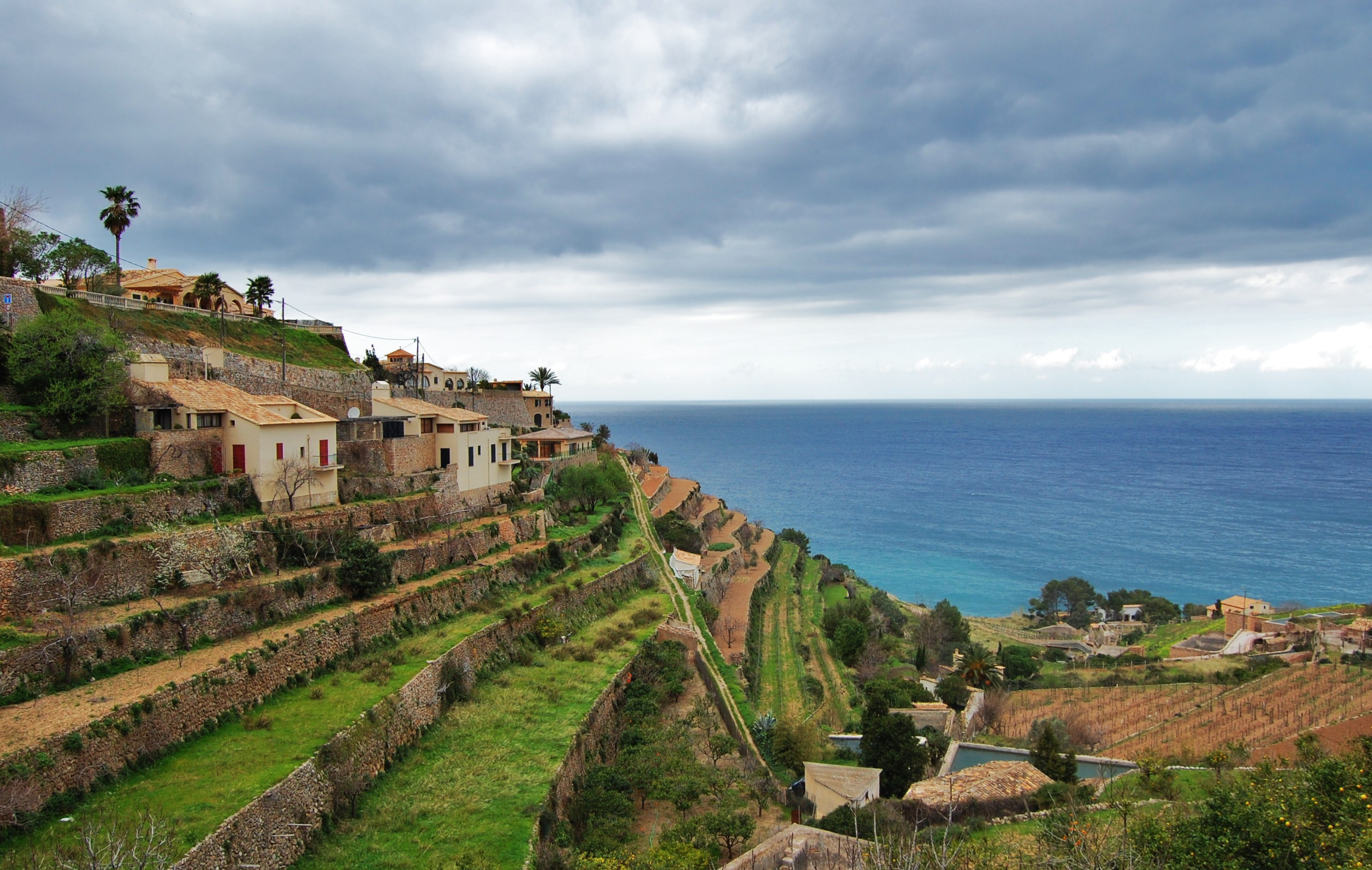
Serra de Tramuntana
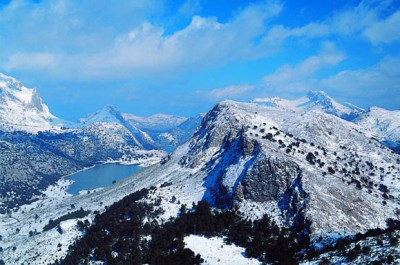
Dãy núi Serra de Tramuntana, Majorca
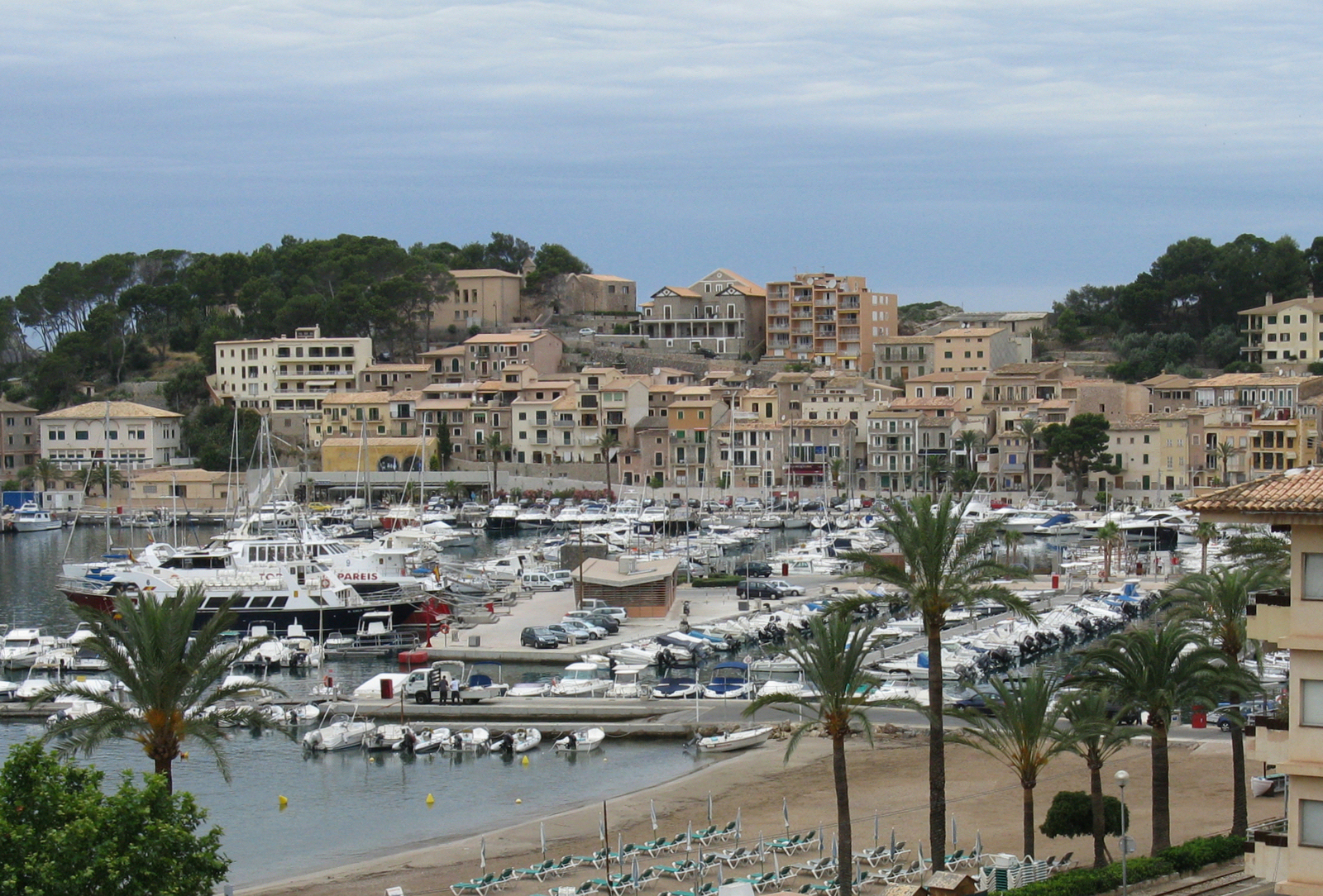
Cảng Port de Sóller ở bờ biển tây bắc Majorca

## Khí hậu
Nằm ở trung Địa Trung Hải, quần đảo Baleares có khí hậu Địa Trung Hải.
| Dữ liệu khí hậu của Palma de Mallorca, Port (1981–2010) (Satellite view) | Dữ liệu khí hậu của Palma de Mallorca, Port (1981–2010) (Satellite view) | Dữ liệu khí hậu của Palma de Mallorca, Port (1981–2010) (Satellite view) | Dữ liệu khí hậu của Palma de Mallorca, Port (1981–2010) (Satellite view) | Dữ liệu khí hậu của Palma de Mallorca, Port (1981–2010) (Satellite view) | Dữ liệu khí hậu của Palma de Mallorca, Port (1981–2010) (Satellite view) | Dữ liệu khí hậu của Palma de Mallorca, Port (1981–2010) (Satellite view) | Dữ liệu khí hậu của Palma de Mallorca, Port (1981–2010) (Satellite view) | Dữ liệu khí hậu của Palma de Mallorca, Port (1981–2010) (Satellite view) | Dữ liệu khí hậu của Palma de Mallorca, Port (1981–2010) (Satellite view) | Dữ liệu khí hậu của Palma de Mallorca, Port (1981–2010) (Satellite view) | Dữ liệu khí hậu của Palma de Mallorca, Port (1981–2010) (Satellite view) | Dữ liệu khí hậu của Palma de Mallorca, Port (1981–2010) (Satellite view) | Dữ liệu khí hậu của Palma de Mallorca, Port (1981–2010) (Satellite view) |
| Tháng                                                                    | 1                                                                        | 2                                                                        | 3                                                                        | 4                                                                        | 5                                                                        | 6                                                                        | 7                                                                        | 8                                                                        | 9                                                                        | 10                                                                       | 11                                                                       | 12                                                                       | Năm                                                                      |
| ------------------------------------------------------------------------ | ------------------------------------------------------------------------ | ------------------------------------------------------------------------ | ------------------------------------------------------------------------ | ------------------------------------------------------------------------ | ------------------------------------------------------------------------ | ------------------------------------------------------------------------ | ------------------------------------------------------------------------ | ------------------------------------------------------------------------ | ------------------------------------------------------------------------ | ------------------------------------------------------------------------ | ------------------------------------------------------------------------ | ------------------------------------------------------------------------ | ------------------------------------------------------------------------ |
| Trung bình ngày tối đa °C (°F)                                           | 15.4 (59.7)                                                              | 15.5 (59.9)                                                              | 17.2 (63.0)                                                              | 19.2 (66.6)                                                              | 22.5 (72.5)                                                              | 26.5 (79.7)                                                              | 29.4 (84.9)                                                              | 29.8 (85.6)                                                              | 27.1 (80.8)                                                              | 23.7 (74.7)                                                              | 19.3 (66.7)                                                              | 16.5 (61.7)                                                              | 21.8 (71.2)                                                              |
| Trung bình ngày °C (°F)                                                  | 11.9 (53.4)                                                              | 11.9 (53.4)                                                              | 13.4 (56.1)                                                              | 15.5 (59.9)                                                              | 18.8 (65.8)                                                              | 22.7 (72.9)                                                              | 25.7 (78.3)                                                              | 26.2 (79.2)                                                              | 23.5 (74.3)                                                              | 20.2 (68.4)                                                              | 15.8 (60.4)                                                              | 13.1 (55.6)                                                              | 18.2 (64.8)                                                              |
| Tối thiểu trung bình ngày °C (°F)                                        | 8.3 (46.9)                                                               | 8.4 (47.1)                                                               | 9.6 (49.3)                                                               | 11.7 (53.1)                                                              | 15.1 (59.2)                                                              | 18.9 (66.0)                                                              | 21.9 (71.4)                                                              | 22.5 (72.5)                                                              | 19.9 (67.8)                                                              | 16.6 (61.9)                                                              | 12.3 (54.1)                                                              | 9.7 (49.5)                                                               | 14.6 (58.3)                                                              |
| Lượng Giáng thủy trung bình mm (inches)                                  | 43 (1.7)                                                                 | 37 (1.5)                                                                 | 28 (1.1)                                                                 | 39 (1.5)                                                                 | 36 (1.4)                                                                 | 11 (0.4)                                                                 | 6 (0.2)                                                                  | 22 (0.9)                                                                 | 52 (2.0)                                                                 | 69 (2.7)                                                                 | 59 (2.3)                                                                 | 48 (1.9)                                                                 | 449 (17.7)                                                               |
| Số ngày giáng thủy trung bình (≥ 1 mm)                                   | 6                                                                        | 6                                                                        | 5                                                                        | 5                                                                        | 4                                                                        | 2                                                                        | 1                                                                        | 2                                                                        | 5                                                                        | 7                                                                        | 6                                                                        | 7                                                                        | 53                                                                       |
| Số giờ nắng trung bình tháng                                             | 167                                                                      | 170                                                                      | 205                                                                      | 237                                                                      | 284                                                                      | 315                                                                      | 346                                                                      | 316                                                                      | 227                                                                      | 205                                                                      | 161                                                                      | 151                                                                      | 2.779                                                                    |
| Nguồn: Agencia Estatal de Meteorología                                   |                                                                          |                                                                          |                                                                          |                                                                          |                                                                          |                                                                          |                                                                          |                                                                          |                                                                          |                                                                          |                                                                          |                                                                          |                                                                          |